# 汉娜·罗斯瓦尔
汉娜·罗斯瓦尔（瑞典語：Hanna Rosvall，2000年2月10日—），瑞典女子游泳运动员，2022年欧洲锦标赛女子4×100米混合泳接力金牌得主、2022年世界短池锦标赛女子4×50米混合泳接力铜牌得主、2024年世界锦标赛女子4×100米混合泳接力银牌得主。